# Uretralisme
L'uretralisme és la estimulació sexual mecànica a la uretra causada per la inserció d'un cos estrany. És una parafília considerada un trastorn mental. És una pràctica poc habitual entre la gent amb molt de risc per a la salut.
Hi ha pocs estudis sobre com s'aconsegueix plaer sexual amb aquesta activitat. Se sap que hi ha alguns escassos casos que aquesta pràctica és acompanyada de consum de drogues. Hi ha casos que produeixen problemes en la salut que requereixen d'intervenció mèdica.
Els objectes emprats poden ser objectes sexuals fets expressament per a aquesta pràctica o objectes diversos.
S'han proposat teories psicoanalítiques per a explicar aquesta conducta. R.D. Kenney creu que la conducta ve d'un descobriment que fa la persona de manera fortuïta. T.N. Wise considera que és una parafília que combina elements del sadomasoquisme i el fetixisme. I altres teories consideren que potser siga una conducta impulsiva d'autocàstig.
Així i tot, se sap que moltes persones que practiquen l'uretralisme són persones normals en el sentit psiquiàtric. Hi ha autors que recomanen avaluacions psiquiàtriques rutinàries per una possible alta incidència de malaltia psiquiàtrica comòrbida, retard mental i demència. La consulta al psiquiatra és especialment recomanada si té historial d'abús de drogues o intent de suïcidi. També sol ser un trastorn comú entre aquestes persones el patiment de la depressió.